# Diagramação
Diagramação (ou paginação) é o ato de diagramar (paginar) e diz respeito a distribuir os elementos gráficos no espaço limitado da página que vai ser impressa ou outros meios. É uma das práticas principais do design gráfico, pois a diagramação é essencialmente design gráfico. Entre as diretrizes principais da diagramação podemos destacar a hierarquia tipográfica e a legibilidade. A diagramação é aplicada em diversas mídias como jornais, livros, revistas, cartazes, sinalização websites, inclusive na televisão.
Atualmente, um diagramador também tem sido considerado, no Brasil e no exterior, um designer gráfico. Mesmo assim a diagramação não é uma atividade limitada a uma profissão específica. Em alguns cursos de biblioteconomia mais tradicionais, o designer gráfico é chamado de diagramador.
A diagramação de publicações costuma seguir as determinações de um projeto gráfico, para que, entre outras coisas, se mantenha uma identidade em toda a publicação. Na diagramação, a habilidade ou conhecimento mais importante é o uso da tipografia.

## Diagramação de jornais
No caso de um jornal, a diagramação segue os objetivos e as linhas gráficas e editoriais desse impresso. As principais linhas editoriais para a diagramação incluem a hierarquização das matérias por ordem de importância. Já as considerações gráficas incluem legibilidade e incorporação equilibrada e não obstrutiva dos anúncios. Essas características de design tipográfico compõem o design de jornais.
A editoração ou design editorial incorpora princípios do Design gráfico, que, por sua vez, é uma habilitação independente ou presente em cursos de design, além de ser uma disciplina que faz parte do currículo de Jornalismo, Publicidade e alguns cursos de Arquitetura nas universidades e faculdades. Termos correlatos e similares incluem, além dos já mencionados, layout, makeup ou pasteup.

### Elementos e aspectos de um jornal

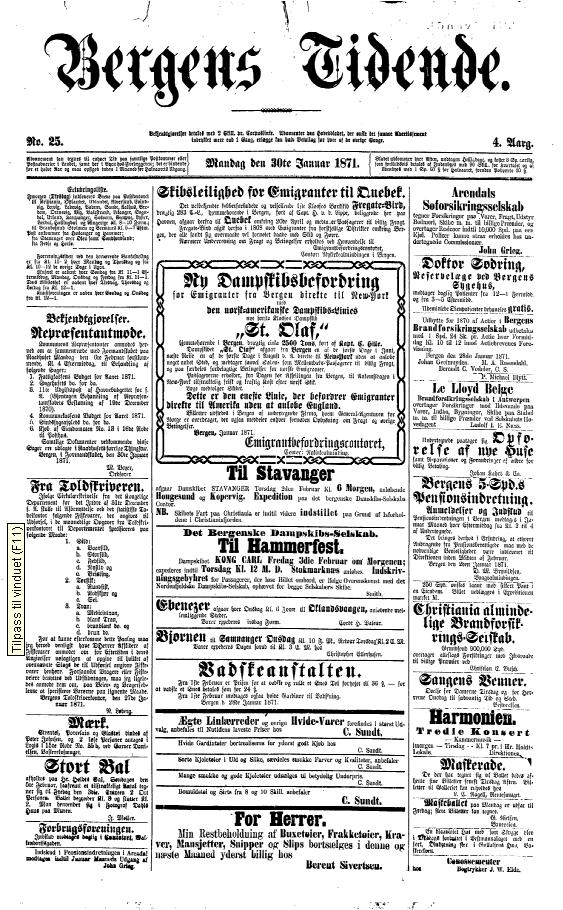
Jornal do fim do século XIX

Para diagramar o conteúdo editorial, a atividade de diagramação precisa lidar com elementos gráficos (categorias de conteúdo visual) e aspectos (variáveis que podem alterar o resultado final).
As medidas utilizadas em diagramação são geralmente em paicas e pontos, sendo que 1 P (uma paica) corresponde a 12 p (doze pontos).
O espaço delimitado de impressão dentro de uma página se chama mancha gráfica, onde cai tinta sobre o papel; fora destes limites, nada pode ser impresso e nenhum elemento pode ultrapassar. Nos casos em que a mancha ultrapassa as bordas do papel, diz-se que a impressão é sangrada.

#### Elementos
Os elementos do design de jornal (impresso) são classificados assim:

##### Texto
O chamado "corpo de texto" é o tipo em que será impresso o conteúdo principal do jornal (matérias, colunas, artigos, editoriais, cartas etc.). A massa de texto costuma preencher mais da metade de toda a mancha gráfica do jornal e deve ser delimitada (rodeada) pelos outros elementos. Um formato comum para o corpo de texto em jornais é tipo serifado, com corpo (tamanho) 12 pontos.

##### Título
Desde a manchete, que fica na primeira página, até os títulos menores de artigos. São subdivididos em:
- subtítulo - (em algumas redações no Brasil, chamados de sutiã, bigode, linha-fina ou linha de apoio) colocado abaixo do título principal, complementa a informação do título e instigam à leitura do texto
- antetítulo - (em algumas redações no Brasil, chamados de chapéu ou cartola) colocado acima do título principal, complementando a informação do título e instigam à leitura do texto
- intertítulo (entretítulo ou quebras) - colocado no meio do texto, para dividi-lo em seções e facilitar a leitura
- olho - colocado no meio da massa de texto, entre colunas, para ressaltar trechos e substituir quebras; são muito utilizados em entrevistas.

##### Foto
Fotografias, que em jornal e revista vêm sempre acompanhadas de legenda descritiva e do crédito para o(a) fotógrafo(a).
.

##### Arte

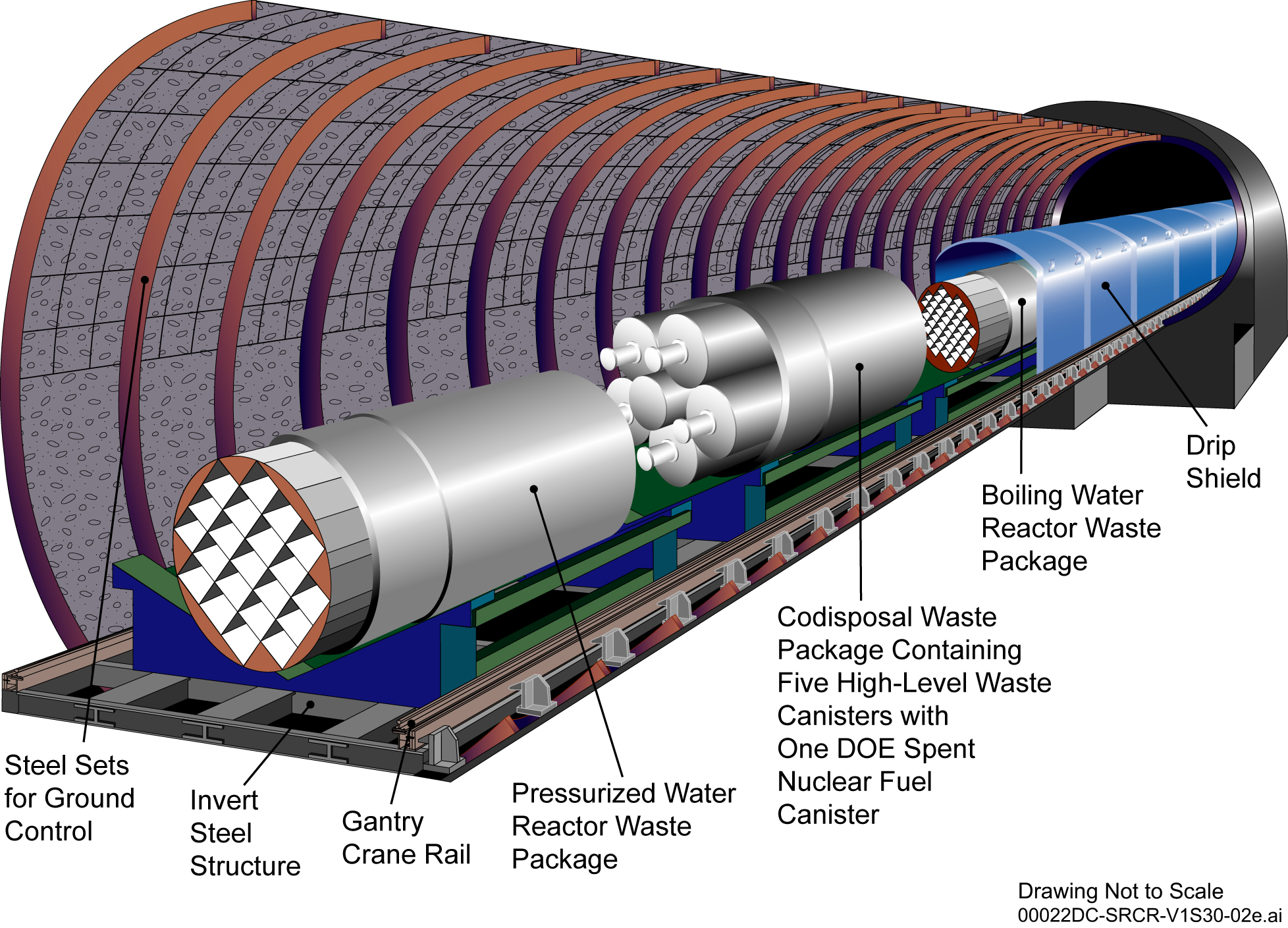
Exemplo de infográfico

O que se chama de arte em diagramação são imagens produzidas para ilustrar, complementar visualmente ou substituir a informação do texto. Podem ser:
- Infográfico - que inclui mapas, gráficos estatísticos, sequenciais e esquemas visuais;
- Charge - desenho geralmente satírico com personagens do noticiário, sem ter que necessariamente seguir opinião expressas em matérias relacionadas no jornal;
- Ilustração - todo tipo de desenho ou pintura que pode acompanhar um texto jornalístico. A ilustração pode ser uma versão ilustrativa do texto ou uma visão complementar ao texto, usando uma linguagem pictórica.

##### Vinheta ou retranca
Minitítulos que marcam um tema ou assunto recorrente ou em destaque; podem incluir mini-ilustrações e geralmente vêm acima do título da matéria ou no alto da página.

##### Box oucaixa
Um box é um espaço graficamente delimitado que normalmente inclui um texto explicativo ou sobre assunto relacionado à matéria principal.

##### Fio
Existe para separar elementos que, por algum motivo, podem ser confundidos.

##### Cabeçalho e Rodapé
Marcam o topo e a base da página, respectivamente, incluindo marcas básicas como editoria, data, número da edição e número da página; quando usado na primeira página, o cabeçalho inclui ainda a logomarca do jornal em destaque, preço e alguns nomes de chefia da equipe (presidente, diretor, editor-chefe).

##### Anúncio
Espaço de publicidade, único elemento de conteúdo não editorial da diagramação, produzido pela equipe comercial.

#### Aspectos
Os aspectos que determinam a composição destes elementos na página impressa são, entre outros:

##### Colunagem
A distribuição do texto em colunas verticais de tamanho regular, espaçadas e válidas para encaixar os elementos. Atualmente, o padrão em jornais standard é a divisão em 6 colunas, mas o uso de 8 colunas já foi predominante.

##### Cor
Uso de cores e matizes em jornalismo, são muitas coisas que acontecem que confere sentido e modifica a mensagem, muitas vezes sutilmente; até meados do século XX, os jornais de grande circulação não utilizavam impressão a cores, dependendo da escala de cinzas para matizar seus preenchimentos.